# Porizon albistriae
Porizon albistriae är en stekelart som först beskrevs av Horstmann 1987.  Porizon albistriae ingår i släktet Porizon och familjen brokparasitsteklar. Inga underarter finns listade i Catalogue of Life.